# Gaszów
 Gaszów (Duits: Gehnsdorf) is een dorp in het Poolse woiwodschap Neder-Silezië.

## Bestuurlijke indeling
Vanaf 1975 tot aan de grote bestuurlijke herindeling van Polen in 1998 viel het dorp bestuurlijk onder woiwodschap Jelenia Góra, vanaf 1998 valt het onder woiwodschap Neder-Silezië, in het district Lwówecki. Het maakt deel uit van de gemeente Lwówek Śląski en ligt op 5 km ten noordoosten van Lwówek Śląski, en 100 km ten westen van de provinciehoofdstad (woiwodschap) Wrocław.

## Demografie
In 1750 bestond de bevolking uit 200 inwoners, volgens de laatste volkstelling uit 2011 heeft Gaszów nog slechts 81 inwoners.